# Anthurium nizandense
Anthurium nizandense är en kallaväxtart som beskrevs av Eizi Matuda. Anthurium nizandense ingår i släktet Anthurium och familjen kallaväxter. Inga underarter finns listade.